# روي دونلي
روي دونلي هو سياسي أمريكي، ولد في 15 يونيو 1885، وتوفي في 25 سبتمبر 1939. نشط حزبياً في الحزب الديمقراطي.